# Пеперин

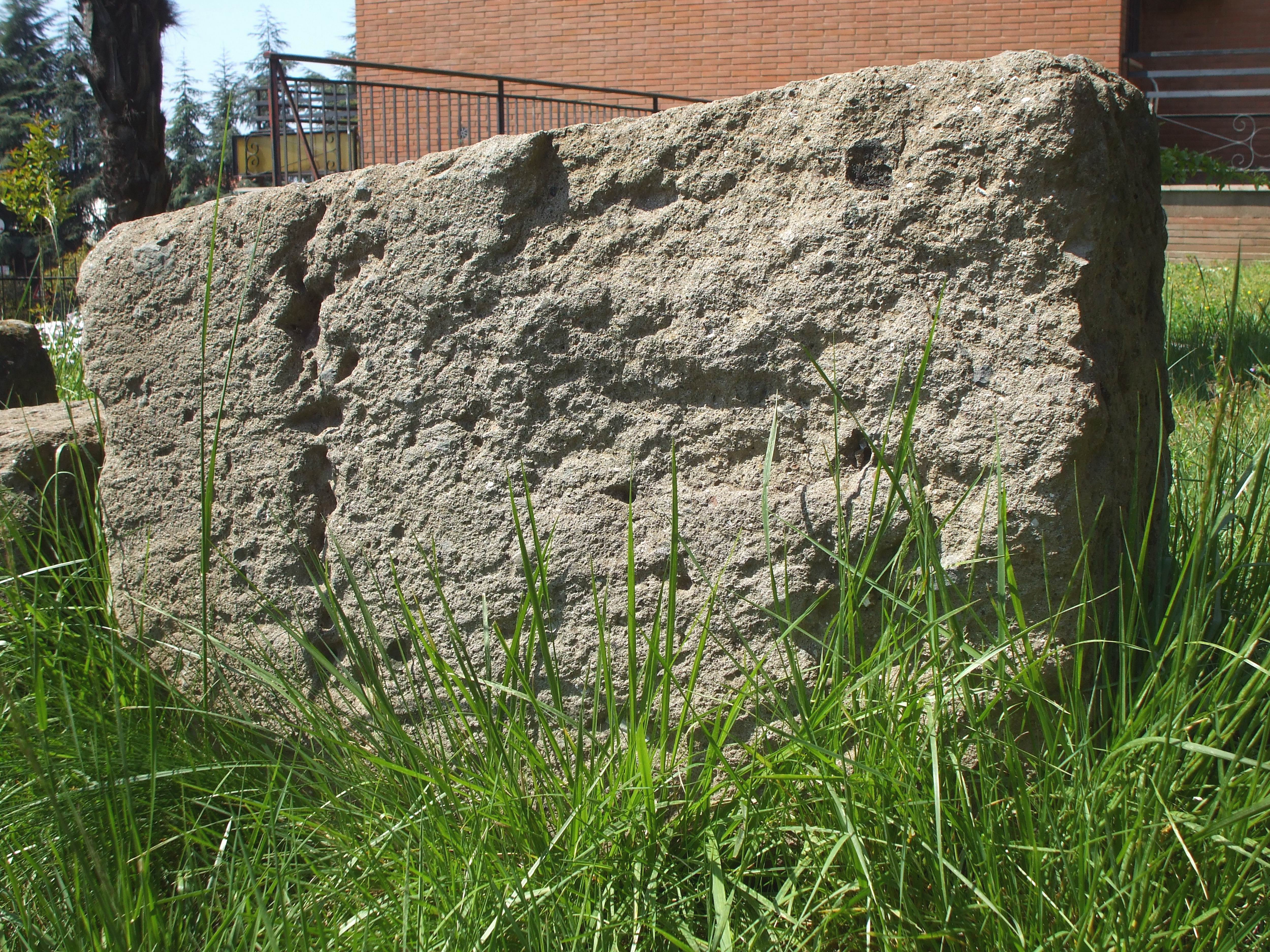

Пеперин (итал. Peperino) — род вулканического туфа, пепельного или зеленовато-серого цвета с включением фрагментов базальта и известняка. Известен также как альбанский камень, так как основные месторождения расположены в Альбанских горах.
Пользуется известностью в строительном искусстве.